# Giuseppe Rivani
Giuseppe Rivani (Bologna, 1894 – Bologna, 1967) è stato un architetto e restauratore italiano, attivo anche come storico, critico d'arte, docente, pittore e decoratore a partire dal 1921.

## Biografia
Giuseppe Rivani fu allievo di Alfonso Rubbiani, di cui riprese le teorie per i suoi progetti di restauro, insieme a quelle di Gustavo Giovannoni.
Fu docente all'Accademia di Belle Arti e studioso dei monumenti bolognesi. Tra il 1927 e il 1931 curò il restauro della Pieve di Santa Maria a Monteveglio.
Nel 1933 fece il progetto della balaustra della Chiesa di San Pietro a Castello d'Argile.
Autore di numerosissime pubblicazioni, tra cui quelle apparse su L'Avvenire d'Italia, ha lasciato un archivio privato contenente i progetti per vari edifici, fondo conservato all'archivio storico dell'Ordine degli architetti di Bologna e oggetto di una esposizione nella sede dell'ordine.

## Opere
- Giuseppe Rivani, L'antica pieve di Sala Bolognese e il suo restauro, 3^ ed, Bologna, Scuola grafica salesiana, 1977